# Broadview Park
Broadview Park è un census-designated place degli Stati Uniti d'America situato nella parte centrale della Contea di Broward dello Stato della Florida.
Secondo le previsioni del 2011, la città ha una popolazione di 7.125 abitanti su una superficie di 2,6 km².